# Народная площадь (Шанхай)
Народная площадь (кит. трад. 人民廣場, упр. 人民广场, пиньинь Rénmín Guǎngchǎng) — крупная городская площадь, прилегающая к Нанкинской улице в районе Хуанпу в Шанхае, Китай. Народная площадь является местом штаба муниципальных властей Шанхая, и используется в качестве стартовой точки отсчета для измерения расстояния в городе Шанхай.

## История
До создания Китайской Народной Республики в 1949 году, Народная площадь была частью ипподрома в Шанхае. После запрещения азартных игр и скачек правительством КПК, часть ипподрома стала Народной площадью. В неё была интегрирована скаковая трасса и трибуны, используемые сейчас во время парадов.
В 1990-х годах площадь приобрела свой современный вид. Шанхайское городское правительство было перенесено сюда, здесь так же оказался Шанхайский музей. Позже здесь появились Большой театр и выставочный зал градостроительства.
Другие части ипподрома также сохранились. Здание скакового клуба занял Шанхайский художественный музей, а часть ипподрома стала Народным Парком, общественным парком.

## Достопримечательности
Известные достопримечательности площади включают:
- Tomorrow Square
- Шанхайский музей
- Нанкинская улица
- Муниципальная штаб-квартира правительства

## Транспорт
До Народной площади можно добраться по метро: Линия 1, Линия 2 или Линия 8 до станции Народная площадь.